# BAFA NL Division One 2022
La BAFA NL Division One 2022 è la 32ª edizione del campionato di football americano di secondo livello, organizzato dalla BAFA.

## Squadre partecipanti
| Club                    | Città               | Stadio | Sponsor ufficiale | Risultato nella stagione 2019 |
| ----------------------- | ------------------- | ------ | ----------------- | ----------------------------- |
| Birmingham Bulls        | Birmingham          |        |                   |                               |
| Bournemouth Bobcats     | Bournemouth         |        |                   |                               |
| Cambridgeshire Cats     | Cambridge           |        |                   |                               |
| Chester Romans          | Chester             |        |                   |                               |
| East Kilbride Pirates   | East Kilbride       |        |                   |                               |
| Essex Spartans          | Grays               |        |                   |                               |
| Glasgow Tigers          | Glasgow             |        |                   |                               |
| Halton Spartans         | Widnes              |        |                   |                               |
| Hertfordshire Cheetahs  | St Albans           |        |                   |                               |
| Inverclyde Goliaths     | Greenock            |        |                   |                               |
| Lancashire Wolverines   | Blackburn           |        |                   |                               |
| Leicester Falcons       | Quorn               |        |                   |                               |
| London Blitz B          | Londra              |        |                   |                               |
| London Hornets          | Londra              |        |                   |                               |
| Northumberland Vikings  | Newcastle upon Tyne |        |                   |                               |
| Nottingham Caesars      | Nottingham          |        |                   |                               |
| Oxford Saints           | Oxford              |        |                   |                               |
| Portsmouth Dreadnoughts | Portsmouth          |        |                   |                               |
| Rushmoor Knights        | Rushmoor            |        |                   |                               |
| Shropshire Revolution   | Telford             |        |                   |                               |
| South Wales Warriors    | Llanharan           |        |                   |                               |
| Sussex Thunder          | Brighton            |        |                   |                               |
| Wembley Stallions       | Londra              |        |                   |                               |
| Yorkshire Rams          | Leeds               |        |                   |                               |

## Stagione regolare

### Calendario

#### 1ª giornata
| 10 aprile 2022, ore 12:00 | London Blitz B | 14 – 20 | Essex Spartans |  |

| 10 aprile 2022, ore 13:00 | Inverclyde Goliaths | 8 – 46 | Northumberland Vikings |  |

| 10 aprile 2022, ore 14:00 | Shropshire Revolution | 7 – 14 | Halton Spartans |  |

| 10 aprile 2022, ore 14:00 | Chester Romans | 62 – 28 | Nottingham Caesars |  |

| 10 aprile 2022, ore 14:00 | South Wales Warriors | 7 – 13 | Hertfordshire Cheetahs |  |

| 10 aprile 2022, ore 14:00 | Oxford Saints | 19 – 12 | Portsmouth Dreadnoughts |  |

| 10 aprile 2022, ore 14:00 | Sussex Thunder | 0 – 30 | Wembley Stallions |  |

| 10 aprile 2022, ore 14:00 | Cambridgeshire Cats | 13 – 15 | London Hornets |  |

| 10 aprile 2022, ore 14:30 | Yorkshire Rams | 80 – 7 | Glasgow Tigers |  |

| 10 aprile 2022, ore 14:30 | Rushmoor Knights | 31 – 15 | Bournemouth Bobcats |  |

#### 2ª giornata
| 17 aprile 2022, ore 13:00 | Inverclyde Goliaths | 28 – 34 | Lancashire Wolverines |  |

| 17 aprile 2022, ore 14:00 | Glasgow Tigers | 7 – 40 | Northumberland Vikings |  |

| 17 aprile 2022, ore 14:00 | Shropshire Revolution | 2 – 42 | Leicester Falcons |  |

| 17 aprile 2022, ore 14:00 | South Wales Warriors | 20 – 43 | Rushmoor Knights |  |

| 17 aprile 2022, ore 14:00 | Bournemouth Bobcats | 23 – 7 | Portsmouth Dreadnoughts |  |

| 17 aprile 2022, ore 14:00 | Wembley Stallions | 20 – 0 | London Blitz B |  |

| 17 aprile 2022, ore 14:00 | Essex Spartans | 25 – 40 | Cambridgeshire Cats |  |

#### 3ª giornata
| 24 aprile 2022, ore 14:00 | Northumberland Vikings | 14 – 17 | East Kilbride Pirates |  |

| 24 aprile 2022, ore 14:00 | Glasgow Tigers | 32 – 64 | Lancashire Wolverines |  |

| 24 aprile 2022, ore 14:00 | Leicester Falcons | 55 – 7 | Halton Spartans |  |

| 24 aprile 2022, ore 14:00 | Chester Romans | 42 – 7 | Shropshire Revolution |  |

| 24 aprile 2022, ore 14:00 | Birmingham Bulls | 19 – 34 | Nottingham Caesars |  |

| 24 aprile 2022, ore 14:00 | Oxford Saints | 7 – 7 | South Wales Warriors |  |

| 24 aprile 2022, ore 15:30 | London Blitz B | 7 – 28 | London Hornets |  |

#### 4ª giornata
| 1º maggio 2022, ore 13:00 | Inverclyde Goliaths | 14 – 46 | East Kilbride Pirates |  |

| 1º maggio 2022, ore 14:00 | Lancashire Wolverines | 20 – 90 | Yorkshire Rams |  |

| 1º maggio 2022, ore 14:00 | Leicester Falcons | 49 – 34 | Chester Romans |  |

| 1º maggio 2022, ore 14:00 | Bournemouth Bobcats | 9 – 14 | Hertfordshire Cheetahs |  |

| 1º maggio 2022, ore 14:00 | Cambridgeshire Cats | 56 – 0 | Sussex Thunder |  |

| 1º maggio 2022, ore 14:30 | Rushmoor Knights | 52 – 17 | Portsmouth Dreadnoughts |  |

| 1º maggio 2022, ore 15:00 | Wembley Stallions | 20 – 0 | Essex Spartans |  |

#### 5ª giornata
| 15 maggio 2022, ore 14:00 | Glasgow Tigers | 6 – 12 | Inverclyde Goliaths |  |

| 15 maggio 2022, ore 14:00 | Birmingham Bulls | 0 – 33 | Leicester Falcons |  |

| 15 maggio 2022, ore 14:00 | Halton Spartans | 6 – 50 | Chester Romans |  |

| 15 maggio 2022, ore 14:00 | Nottingham Caesars | 34 – 7 | Shropshire Revolution |  |

| 15 maggio 2022, ore 14:00 | Bournemouth Bobcats | 12 – 5 | South Wales Warriors |  |

| 15 maggio 2022, ore 14:00 | Portsmouth Dreadnoughts | 12 – 43 | Oxford Saints |  |

| 15 maggio 2022, ore 14:00 | Cambridgeshire Cats | 18 – 14 | Wembley Stallions |  |

| 15 maggio 2022, ore 14:00 | London Hornets | 20 – 0 | London Blitz B |  |

| 15 maggio 2022, ore 14:00 | Sussex Thunder | 2 – 14 | Essex Spartans |  |

| 15 maggio 2022, ore 15:00 | East Kilbride Pirates | 17 – 14 | Yorkshire Rams |  |

#### 6ª giornata
| 22 maggio 2022, ore 14:00 | Northumberland Vikings | 70 – 6 | Lancashire Wolverines |  |

| 22 maggio 2022, ore 14:00 | Chester Romans | 13 – 23 | Leicester Falcons |  |

| 22 maggio 2022, ore 14:00 | Halton Spartans | 6 – 54 | Nottingham Caesars |  |

| 22 maggio 2022, ore 14:00 | Shropshire Revolution | 0 – 46 | Birmingham Bulls |  |

| 22 maggio 2022, ore 14:00 | Portsmouth Dreadnoughts | 3 – 21 | Bournemouth Bobcats |  |

| 22 maggio 2022, ore 14:00 | South Wales Warriors | 31 – 2 | Oxford Saints |  |

| 22 maggio 2022, ore 14:00 | Essex Spartans | 30 – 14 | Wembley Stallions |  |

| 22 maggio 2022, ore 14:00 | London Hornets | 52 – 16 | Sussex Thunder |  |

| 22 maggio 2022, ore 14:30 | Rushmoor Knights | 12 – 25 | Hertfordshire Cheetahs |  |

| 22 maggio 2022, ore 17:00 | East Kilbride Pirates | 38 – 0 | Glasgow Tigers |  |

#### 7ª giornata
| 29 maggio 2022, ore 14:00 | Hertfordshire Cheetahs | 28 – 26 | Oxford Saints |  |

| 29 maggio 2022, ore 14:00 | Cambridgeshire Cats | 55 – 0 | Essex Spartans |  |

| 29 maggio 2022, ore 14:00 | Sussex Thunder | 7 – 47 | London Blitz B |  |

| 29 maggio 2022, ore 14:30 | Yorkshire Rams | 62 – 26 | Inverclyde Goliaths |  |

#### 8ª giornata
| 5 giugno 2022, ore 14:00 | Lancashire Wolverines | 49 – 6 | Glasgow Tigers |  |

| 5 giugno 2022, ore 14:00 | Northumberland Vikings | 34 – 14 | Yorkshire Rams |  |

| 5 giugno 2022, ore 14:00 | Birmingham Bulls | 10 – 22 | Chester Romans |  |

| 5 giugno 2022, ore 14:00 | Shropshire Revolution | 7 – 30 | Nottingham Caesars |  |

| 5 giugno 2022, ore 14:00 | Bournemouth Bobcats | 7 – 3 | Rushmoor Knights |  |

| 5 giugno 2022, ore 14:00 | Portsmouth Dreadnoughts | 0 – 28 | Hertfordshire Cheetahs |  |

| 5 giugno 2022, ore 15:00 | East Kilbride Pirates | 71 – 8 | Inverclyde Goliaths |  |

| 5 giugno 2022, ore 15:00 | Wembley Stallions | 11 – 6 | London Hornets |  |

#### Recuperi 1
| 12 giugno 2022, ore 14:00 | Halton Spartans | 0 – 41 | Leicester Falcons |  |

#### 9ª giornata
| 19 giugno 2022, ore 12:00 | London Blitz B | 13 – 6 | Wembley Stallions |  |

| 19 giugno 2022, ore 13:00 | Inverclyde Goliaths | 24 – 35 | Glasgow Tigers |  |

| 19 giugno 2022, ore 14:00 | Birmingham Bulls | 23 – 0 | Shropshire Revolution |  |

| 19 giugno 2022, ore 14:00 | Chester Romans | 51 – 6 | Halton Spartans |  |

| 19 giugno 2022, ore 14:00 | Nottingham Caesars | 7 – 21 | Leicester Falcons |  |

| 19 giugno 2022, ore 14:00 | Hertfordshire Cheetahs | 13 – 25 | Rushmoor Knights |  |

| 19 giugno 2022, ore 14:00 | Oxford Saints | 14 – 21 | Bournemouth Bobcats |  |

| 19 giugno 2022, ore 14:00 | South Wales Warriors | 13 – 0 | Portsmouth Dreadnoughts |  |

| 19 giugno 2022, ore 14:00 | Sussex Thunder | 10 – 26 | London Hornets |  |

| 19 giugno 2022, ore 14:30 | Yorkshire Rams | 52 – 7 | Lancashire Wolverines |  |

| 19 giugno 2022, ore 15:00 | East Kilbride Pirates | 7 – 24 | Northumberland Vikings |  |

#### 10ª giornata
| 26 giugno 2022, ore 13:00 | Inverclyde Goliaths | 0 – 42 | Yorkshire Rams |  |

| 26 giugno 2022, ore 14:00 | Northumberland Vikings | 38 – 0 | Glasgow Tigers |  |

| 26 giugno 2022, ore 14:00 | Leicester Falcons | 55 – 0 | Birmingham Bulls |  |

| 26 giugno 2022, ore 14:00 | Nottingham Caesars | 16 – 13 | Chester Romans |  |

| 26 giugno 2022, ore 14:00 | Rushmoor Knights | 39 – 13 | Oxford Saints |  |

| 26 giugno 2022, ore 14:00 | South Wales Warriors | 12 – 6 | Bournemouth Bobcats |  |

| 26 giugno 2022, ore 14:00 | Essex Spartans | 6 – 20 | London Blitz B |  |

| 26 giugno 2022, ore 14:00 | London Hornets | 28 – 32 | Cambridgeshire Cats |  |

| 26 giugno 2022, ore 14:30 | East Kilbride Pirates | 56 – 0 | Lancashire Wolverines |  |

| 26 giugno 2022, ore 15:00 | Wembley Stallions | 27 – 0 | Sussex Thunder |  |

#### 11ª giornata
| 3 luglio 2022, ore 12:00 | London Blitz B | 22 – 34 | Cambridgeshire Cats |  |

| 3 luglio 2022, ore 14:00 | Glasgow Tigers | 3 – 26 | East Kilbride Pirates |  |

| 3 luglio 2022, ore 14:00 | Lancashire Wolverines | 28 – 6 | Inverclyde Goliaths |  |

| 3 luglio 2022, ore 14:00 | Halton Spartans | 14 – 0 | Shropshire Revolution |  |

| 3 luglio 2022, ore 14:00 | Nottingham Caesars | 48 – 14 | Birmingham Bulls |  |

| 3 luglio 2022, ore 14:00 | Hertfordshire Cheetahs | 15 – 6 | South Wales Warriors |  |

| 3 luglio 2022, ore 14:00 | Portsmouth Dreadnoughts | 0 – 14 | Rushmoor Knights |  |

| 3 luglio 2022, ore 14:00 | London Hornets | 20 – 6 | Essex Spartans |  |

| 3 luglio 2022, ore 14:30 | Yorkshire Rams | 30 – 12 | Northumberland Vikings |  |

#### 12ª giornata
| 17 luglio 2022, ore 14:00 | Oxford Saints | 7 – 20 | Hertfordshire Cheetahs |  |

| 17 luglio 2022, ore 14:00 | Sussex Thunder | 6 – 53 | Cambridgeshire Cats |  |

#### 13ª giornata
| 24 luglio 2022, ore 14:00 | Lancashire Wolverines | 8 – 34 | Northumberland Vikings |  |

| 24 luglio 2022, ore 14:00 | Chester Romans | 12 – 0 | Birmingham Bulls |  |

| 24 luglio 2022, ore 14:00 | Leicester Falcons | 49 – 0 | Shropshire Revolution |  |

| 24 luglio 2022, ore 14:00 | Nottingham Caesars | 30 – 6 | Halton Spartans |  |

| 24 luglio 2022, ore 14:00 | Bournemouth Bobcats | 14 – 0 | Oxford Saints |  |

| 24 luglio 2022, ore 14:00 | Hertfordshire Cheetahs | 19 – 0 | Portsmouth Dreadnoughts |  |

| 24 luglio 2022, ore 14:00 | Rushmoor Knights | 33 – 0 | South Wales Warriors |  |

| 24 luglio 2022, ore 14:00 | Essex Spartans | 2 – 12 | London Hornets |  |

| 24 luglio 2022, ore 14:00 | London Blitz B | 1 – 0 (a tavolino) | Sussex Thunder |  |

| 24 luglio 2022, ore 14:00 | Wembley Stallions | 21 – 15 | Cambridgeshire Cats |  |

| 24 luglio 2022, ore 14:30 | Yorkshire Rams | 0 – 19 | East Kilbride Pirates |  |

#### 14ª giornata
| 30 luglio 2022, ore 14:00 | Leicester Falcons | 54 – 12 | Nottingham Caesars |  |

| 31 luglio 2022, ore 14:00 | Glasgow Tigers | 20 – 35 | Yorkshire Rams |  |

| 31 luglio 2022, ore 14:00 | Lancashire Wolverines | 7 – 34 | East Kilbride Pirates |  |

| 31 luglio 2022, ore 14:00 | Northumberland Vikings | 40 – 0 | Inverclyde Goliaths |  |

| 31 luglio 2022, ore 14:00 | Birmingham Bulls | 37 – 6 | Halton Spartans |  |

| 31 luglio 2022, ore 14:00 | Shropshire Revolution | 0 – 49 | Chester Romans |  |

| 31 luglio 2022, ore 14:00 | Hertfordshire Cheetahs | 18 – 20 | Bournemouth Bobcats |  |

| 31 luglio 2022, ore 14:00 | Oxford Saints | 10 – 46 | Rushmoor Knights |  |

| 31 luglio 2022, ore 14:00 | Portsmouth Dreadnoughts | 3 – 0 | South Wales Warriors |  |

| 31 luglio 2022, ore 14:00 | Essex Spartans | 20 – 9 | Sussex Thunder |  |

| 31 luglio 2022, ore 14:00 | London Hornets | 15 – 26 | Wembley Stallions |  |

#### 15ª giornata
| 7 agosto 2022, ore 14:00 | Cambridgeshire Cats | 41 – 12 | London Blitz B |  |

| 7 agosto 2022, ore 16:00 | Halton Spartans | 20 – 25 | Birmingham Bulls |  |

### Classifica
Le classifiche della regular season sono le seguenti.
- PCT = percentuale di vittorie, G = partite giocate, V = partite vinte,  P = partite perse, PF = punti fatti, PS = punti subiti

#### NFC 1 North
| Pos. | Squadra                | PCT  | G  | V | N | P | PF  | PS  |
| ---- | ---------------------- | ---- | -- | - | - | - | --- | --- |
| 1    | East Kilbride Pirates  | .900 | 10 | 9 | 0 | 1 | 331 | 84  |
| 2    | Northumberland Vikings | .800 | 10 | 8 | 0 | 2 | 352 | 97  |
| 3    | Yorkshire Rams         | .700 | 10 | 7 | 0 | 3 | 419 | 162 |
| 4    | Lancashire Wolverines  | .400 | 10 | 4 | 0 | 6 | 223 | 408 |
| 5    | Glasgow Tigers         | .100 | 10 | 1 | 0 | 9 | 116 | 406 |
| 6    | Inverclyde Goliaths    | .100 | 10 | 1 | 0 | 9 | 126 | 410 |

#### NFC 1 South
| Pos. | Squadra               | PCT   | G  | V  | N | P  | PF  | PS  |
| ---- | --------------------- | ----- | -- | -- | - | -- | --- | --- |
| 1    | Leicester Falcons     | 1.000 | 10 | 10 | 0 | 0  | 422 | 84  |
| 2    | Chester Romans        | .700  | 10 | 7  | 0 | 3  | 348 | 145 |
| 3    | Nottingham Caesars    | .700  | 10 | 7  | 0 | 3  | 302 | 209 |
| 4    | Birmingham Bulls      | .400  | 10 | 4  | 0 | 6  | 174 | 230 |
| 5    | Halton Spartans       | .200  | 10 | 2  | 0 | 8  | 85  | 350 |
| 6    | Shropshire Revolution | .000  | 10 | 0  | 0 | 10 | 30  | 343 |

#### SFC 1 West
| Pos. | Squadra                 | PCT  | G  | V | N | P | PF  | PS  |
| ---- | ----------------------- | ---- | -- | - | - | - | --- | --- |
| 1    | Hertfordshire Cheetahs  | .800 | 10 | 8 | 0 | 2 | 193 | 112 |
| 2    | Rushmoor Knights        | .800 | 10 | 8 | 0 | 2 | 298 | 120 |
| 3    | Bournemouth Bobcats     | .700 | 10 | 7 | 0 | 3 | 148 | 107 |
| 4    | South Wales Warriors    | .350 | 10 | 3 | 1 | 6 | 101 | 134 |
| 5    | Oxford Saints           | .250 | 10 | 2 | 1 | 7 | 141 | 230 |
| 6    | Portsmouth Dreadnoughts | .100 | 10 | 1 | 0 | 9 | 54  | 232 |

#### SFC 1 East
| Pos. | Squadra             | PCT  | G  | V | N | P  | PF  | PS  |
| ---- | ------------------- | ---- | -- | - | - | -- | --- | --- |
| 1    | Cambridgeshire Cats | .800 | 10 | 8 | 0 | 2  | 357 | 143 |
| 2    | Wembley Stallions   | .700 | 10 | 7 | 0 | 3  | 189 | 97  |
| 3    | London Hornets      | .700 | 10 | 7 | 0 | 3  | 222 | 123 |
| 4    | London Blitz B      | .400 | 10 | 4 | 0 | 6  | 136 | 182 |
| 5    | Essex Spartans      | .400 | 10 | 4 | 0 | 6  | 123 | 206 |
| 6    | Sussex Thunder      | .000 | 10 | 0 | 0 | 10 | 50  | 326 |

## Playoff

### Tabellone
|  | Quarti di finale | Quarti di finale       | Quarti di finale |                       |       | Semifinali             | Semifinali | Semifinali |  |  | Britbowl | Britbowl | Britbowl |  |
|  |                  |                        |                  |                       |       |                        |            |            |  |  |          |          |          |  |
|  | N1S-1            | Leicester Falcons      | 44               |                       |       |                        |            |            |  |  |          |          |          |  |
|  | N1S-1            | Leicester Falcons      | 44               |                       |       |                        |            |            |  |  |          |          |          |  |
|  | N1S-2            | Chester Romans         | 19               |                       |       |                        |            |            |  |  |          |          |          |  |
|  | N1S-2            | Chester Romans         | 19               |                       | N1S-1 | Leicester Falcons      | 21         |            |  |  |          |          |          |  |
|  |                  |                        |                  |                       | N1S-1 | Leicester Falcons      | 21         |            |  |  |          |          |          |  |
|  |                  |                        | N1N-1            | East Kilbride Pirates | 29    |                        |            |            |  |  |          |          |          |  |
|  | N1N-1            | East Kilbride Pirates  | N1N-1            | East Kilbride Pirates | 29    | 42                     |            |            |  |  |          |          |          |  |
|  | N1N-1            | East Kilbride Pirates  |                  |                       |       |                        |            |            |  |  |          |          |          |  |
|  | N1N-2            | Northumberland Vikings | 6                |                       |       |                        |            |            |  |  |          |          |          |  |
|  | N1N-2            | Northumberland Vikings | 6                |                       | N1N-1 | East Kilbride Pirates  | 50         |            |  |  |          |          |          |  |
|  |                  |                        |                  |                       |       |                        |            |            |  |  |          |          |          |  |
|  |                  |                        | S1E-1            | Cambridgeshire Cats   | 12    |                        |            |            |  |  |          |          |          |  |
|  | S1W-1            | Hertfordshire Cheetahs | S1E-1            | Cambridgeshire Cats   | 12    | 21                     |            |            |  |  |          |          |          |  |
|  | S1W-1            | Hertfordshire Cheetahs |                  |                       |       |                        |            |            |  |  |          |          |          |  |
|  | S1W-2            | Rushmoor Knights       | 12               |                       |       |                        |            |            |  |  |          |          |          |  |
|  | S1W-2            | Rushmoor Knights       | 12               |                       | S1W-1 | Hertfordshire Cheetahs | 34         |            |  |  |          |          |          |  |
|  |                  |                        |                  |                       | S1W-1 | Hertfordshire Cheetahs | 34         |            |  |  |          |          |          |  |
|  |                  |                        | S1E-1            | Cambridgeshire Cats   | 44    |                        |            |            |  |  |          |          |          |  |
|  | S1E-1            | Cambridgeshire Cats    | S1E-1            | Cambridgeshire Cats   | 44    | 35                     |            |            |  |  |          |          |          |  |
|  | S1E-1            | Cambridgeshire Cats    |                  |                       |       |                        |            |            |  |  |          |          |          |  |
|  | S1E-2            | Wembley Stallions      | 14               |                       |       |                        |            |            |  |  |          |          |          |  |

### Quarti di finale
| 14 agosto 2022, ore 14:00 | Leicester Falcons | 44 – 19 | Chester Romans |  |

| 14 agosto 2022, ore 14:00 | Cambridgeshire Cats | 35 – 14 | Wembley Stallions |  |

| 14 agosto 2022, ore 14:30 | East Kilbride Pirates | 42 – 6 | Northumberland Vikings |  |

| 14 agosto 2022, ore 15:00 | Hertfordshire Cheetahs | 21 – 12 | Rushmoor Knights |  |

### Semifinali
| 21 agosto 2022, ore 14:00 | Leicester Falcons | 21 – 29 | East Kilbride Pirates |  |

| Watford 21 agosto 2022, ore 14:00 | Hertfordshire Cheetahs | 34 – 44 | Cambridgeshire Cats |  |

### Britbowl
| Londra 4 settembre 2022, ore 17:00 | East Kilbride Pirates | 50 – 12 | Cambridgeshire Cats | New River Stadium |

## Verdetti
- East Kilbride Pirates Vincitori del Britbowl di secondo livello 2022